# Giuseppe Maria Gabriele Galateri di Genola
Giuseppe Maria Gabriele Galateri di Genola (Savigliano, 26 aprile 1761 – Suniglia, 20 gennaio 1844) è stato un militare italiano.

## Biografia
Conte, il padre era signore di Genola e Suniglia. Ufficiale dell'Armata Sarda, durante le campagne di Napoleone si arruolò nell'esercito russo nel 1799 per combattere i francesi, restandovi fino al 1814 e raggiungendo il grado di maggior generale.. Nel 1806 sposò la nobile russa Anna Ivanovna Černeeva. Combatté nella battaglia di Lipsia ed entrò a Parigi.
Riammesso nel 1816 nell'esercito del Regno di Sardegna, fu comandante della divisione di Cuneo dal 1822 al 1824, poi trasferito con i medesimi poteri ad Alessandria dal 1835 al 1838.
Nel 1830 è promosso luogotenente generale. Nel 1832 è promosso generale di cavalleria. Diviene infine ispettore generale di fanteria e cavalleria fino al 1838.
Nel 1833, con il rigore che lo caratterizzava in materia di ordine pubblico, represse una congiura della Giovine Italia mazziniana, con efficacia ma anche mancanza di scrupoli, condannando a morte cinque sottufficiali e il causidico Andrea Vochieri. Il Galateri fu premiato nello stesso anno con l'Ordine supremo della Ss. Annunziata.

## L'isolotto Galateri
Nel gennaio 1831 al Galateri fu intitolato l'isolotto fortificato del Tanaro, a valle del ponte della Cittadella, poi inglobato alla sponda sinistra.